# Edificio de la Sociedad Bilbaina
El edificio de la Sociedad Bilbaina es un edificio situado en la calle Navarra 1 de la ciudad de Bilbao (Vizcaya, España), en las inmediaciones de la plaza Circular y el Teatro Arriaga. Inaugurado el 25 de enero de 1913, es obra del arquitecto Emiliano Amann Amann y representa la segunda sede de la Sociedad Bilbaina. El edificio fue calificado en el año 2000 como Bien Cultural con categoría de Monumento por el Gobierno vasco (Decreto 208/2000, de 24/10/01). Previamente, en 1988, había sido declarado Bien de Interés Cultural.

## Estructura
Consta de planta baja, tres plantas altas y una planta bajocubierta sobre la que destaca la cúpula circular de remate de la rotonda que ocupa el chaflán entre la calle Bailén y la calle Navarra. El trazado general es de líneas eclécticas.
La Junta directiva de la Sociedad Bilbaína convocó en 1909 un concurso para edificar una nueva sede del que quedó ganador el proyecto del arquitecto Emiliano Amann. El nuevo edificio, dotado de magníficas instalaciones (biblioteca, salas de lectura, salones sociales, restaurante, salas de juego y de baile, así como habitaciones para socios con todos los servicios de un gran hotel) fue inaugurado el 25 de enero de 1913. 
La fachada principal se sitúa en la calle Navarra, con una clara tendencia a la horizontalidad. Destaca un eje central organizando la fachada de forma simétrica. En este eje central se ubica el acceso que se abre a un zaguán que distribuye el paso a las diferentes estancias interiores.
El acceso se ha concebido de forma monumental, tanto en lo que se refiere al material, como en su diseño. Está compuesto por un gran vano de medio punto con la vuelta del arco ocupada por vanos acristalados y la imposta definida por un entablamento apoyado en dos columnas monolíticas realizadas con mármol de Ereño. Sobre el vano de acceso, en la segunda planta, balcón con balaustrada de piedra uniendo tres vanos, siendo el central mayor. En el tercer piso, amplio vano adintelado enmarcado por dos columnas jónicas. La verticalidad se acentúa con el remate de perfil troncopiramidal.
El edificio en su conjunto, presenta un cuerpo bajo abierto con una sucesión de vanos rebajados. Sobre éste, visualmente unido a la planta baja por el tratamiento del paramento, se sitúa la planta primera a modo de entreplanta con vanos adintelados sencillos en ritmo de a dos. El piso principal destaca por la balaustrada continua que recorre el edificio en todo su perímetro y sus grandes vanos adintelados. De la base de este piso principal arrancan pilastras de fuste liso que se elevan hasta el remate de la fachada, con el fuste decorado con guirnaldas. En la tercera planta, visualmente unificada con la principal por las pilastras, se abren grandes vanos adintelados, divididos en tres por piezas que descienden por la fachada.
Respecto a las rotondas en chaflán con la calle Bailén y Olabarri, los huecos de fachada están interrumpidos por columnas dando réplica a las pilastras de las fachadas.
Tipológicamente el interior del edificio responde a la línea de la arquitectura inglesa de este tipo de clubes, con la escalera de honor en espiral, rematada por una claraboya superior, que se apoya sobre columnas.
En cuanto a la distribución y organización interna, empezando por la planta baja del edificio, ésta da cabida básicamente a su amplia entrada, el arranque de la escalera monumental y el bar "inglés", dedicándose el resto a locales comerciales accesibles desde la calle.
La planta 1.ª está dedicada en su totalidad a oficinas y a archivos de la biblioteca que se encuentra en la planta superior.
Destinado desde su construcción a la Sociedad Bilbaína, alrededor de la escalera principal y del hall a doble altura, se disponen en la planta noble (planta 2.ª) los distintos salones de estar, los de juegos con las mesas de billar originales, la biblioteca a doble altura dotada de un corredor superior y sus salas de lectura anexas.
Subiendo por la escalera de madera del extremo del hall accedemos a la 3.ª planta en la que se sitúan los diferentes comedores y salones comunicados entre sí, distribuidos en torno al corredor sobre el hueco a doble altura del hall central, siendo este último un elemento central organizador del edificio que permite además establecer una relación visual directa entre las dos plantas principales.
Todas estas salas conservan su decoración y remates originales tanto en techos como en paramentos verticales y suelos, componiendo unidades con carácter propio, indivisibles, mantienen su aspecto y forma original. Es destacable el mobiliario original en algunos casos, la colección de libros de la biblioteca y las obras artísticas que forman parte de la decoración desde sus inicios y que parecen expresamente realizados para los lugares que ocupan.
Siguiendo con la 3.ª planta, ocupando el ala sur que da a la calle José María Olabarri se encuentran las oficinas de la sociedad, que dispone también de elementos de decoración y mobiliario original.
En planta 4.ª se sitúa el gimnasio, el frontón, la zona SPA y vestuarios, así como las cocinas, almacenes y demás elementos servidores del edificio.
Por último, la planta ático está dedicada a camarotes o trasteros y lavandería.